# Cyphocharax spilotus
Cyphocharax spilotus är en fiskart som först beskrevs av Vari, 1987.  Cyphocharax spilotus ingår i släktet Cyphocharax och familjen Curimatidae. Inga underarter finns listade i Catalogue of Life.